# Bieke (Glenne)
Die Bieke ist ein 1,7 km langer, orografisch rechter Nebenfluss der Glenne im nordrhein-westfälischen Brilon, Deutschland.

## Geographie
Die Bieke entspringt etwa 175 m ostsüdöstlich des Ortsrandes von Rixen auf einer Höhe von 488 m ü. NHN. Von hier aus fließt sie zuerst in nordwestliche Richtungen. Nach der Unterquerung der Rixener Dorfstraße wendet sich der Bach mehr westlichen Richtungen zu. Nach einer Fließstrecke von 1,7 km mündet die Bieke auf 419 m ü. NHN rechtsseitig in die Glenne. Bei einem Höhenunterschied von 69 m beträgt das mittlere Sohlgefälle 40,6 ‰. Das etwa 1,355 km² große Einzugsgebiet wird über Glenne, Möhne, Ruhr und Rhein zur Nordsee entwässert.